# Acampe
Acampe, trong thương mại làm vườn viết tắt là Acp, là một chi gồm 6 loài hoa lan biểu sinh, đơn trục, phân bố từ khu vực nhiệt đới của Châu Phi đến Ấn Độ, từ phía đông Trung Quốc và phía nam Malaysia, Indonesia, Philippines và New Guinea. Tên gọi Acampe xuất phát từ tiếng Hy Lạp akampas, có nghĩa là "cứng", do cánh hoa không mềm và hơi giòn.
Những loài thuộc họ này phát triển chậm, dạng cây leo vừa, phân bố nhiều trong tự nhiên, dễ nhận ra bởi đặc điểm của lá: dày, dai, mọc thành 2 dãy.
Hoa lan thuộc chi này có cỡ từ nhỏ đến trung bình, màu vàng có các đường sọc nâu. Đài hoa và cánh hoa giòn và nhìn giống nhau. Do cây khá lớn so với hoa nên chúng hiếm khi được trồng.
Một vài cây ghép lai từ Acampe:
- x Aracampe  (Acampe x Arachnis)
- x Vancampe (Acampe x Vanda)

## Loài
- Acampe carinata (Griff.) Panigrahi
- Acampe cephalotes Lindl.
- Acampe joiceyana (J.J.Sm.) Seidenf.
- Acampe ochracea (Lindl.) Hochr.
- Acampe pachyglossa Rchb.f.
- Acampe praemorsa (Roxb.) Blatt. & McCann
- Acampe rigida (Buch.-Ham. ex Sm.) P.F.Hunt